# Jim Leighton
James "Jim" Leighton (Johnstone, 1958. július 24. –) skót válogatott labdarúgókapus.

## Pályafutása

### Klubcsapatokban
Profi pályafutását az Aberdeen együttesénél kezdte 1978-ban, de előtte már az 1977–78-as idényben kölcsönben szerepelt. A legnagyobb sikereit az 1980-as évek elején, Sir Alex Ferguson irányítása alatt érte el. Négyszer nyerték meg a skót kupát, kétszer a ligakupát és háromszor a skót bajnokságot (1980, 1984, 1985). 1983-ban pedig KEK győzelmet ünnepelhetett.
Alex Ferguson 1986-ban a Manchester United menedzsere lett és két évvel később leigazolta Leightont 500 000 fontért. Itt három szezont töltött, de két alkalommal is kölcsönbe került. Először az Arsenalhoz, majd az 1991–92-es szezonban a Readinghez. 1992-ben hazatért a Dundee-ba. 1993-ban először ismét kölcsönbe került a Sheffield United-hez, majd a Hibernian igazolta le. Négy idény alatt mindössze egy bajnokiról hiányzott és több mint 150 mérkőzésen védte a kaput. A Hibernian-nél töltött időszaka sikeresnek mondható, ismét bekerült a válogatottba, melynek köszönhetően huszonhárommal növelte meg válogatottságainak a számát.
Pályafutásának utolsó klubcsapata az Aberdeen volt, ahová 1997-ben tért vissza. Utolsó mérkőzése, a 2000-es skót kupa döntője nem sikerült jól számára, ugyanis már a 3. percben le kellett cserélni sérülés miatt és csapata is kikapott 4–0 arányban. 41 évesen és 302 naposan a skót labdarúgó-bajnokság történetének legidősebb pályára lépő játékosa volt egészen 2007-ig.

### A válogatottban
Tagja a volt az 1982-es labdarúgó-világbajnokságon részt vevő válogatott keretének, de egyszer sem lépett pályára. A vb után 1982. október 13-án mutatkozhatott be egy NDK elleni találkozón. Az 1986-os, 1990-es és az 1998-as világbajnokságon az összes mérkőzésen Leighton védte a skót válogatott kapuját. A válogatottban utoljára 1998. október 10-én szerepelt egy Észtország elleni Európa-bajnoki selejtezőn. 1982 és 1998 között összesen 91 alkalommal húzhatta magára a címeres mezt.

## Statisztika
| Teljesítmény klubjában | Teljesítmény klubjában | Teljesítmény klubjában | Bajnokság                                | Bajnokság                         | Kupa               | Kupa               | Ligakupa                | Ligakupa                | Nemzetközi | Nemzetközi | Összesen | Összesen |
| Szezon                 | Klub                   | Bajnokság              | Mérk.                                    | Gól                               | Mérk.              | Gól                | Mérk.                   | Gól                     | Mérk.      | Gól        | Mérk.    | Gól      |
| Skócia                 | Skócia                 | Skócia                 | Bajnokság                                | Bajnokság                         | Skót labdarúgókupa | Skót labdarúgókupa | Skót labdarúgó-ligakupa | Skót labdarúgó-ligakupa | Európa     | Európa     | Összesen | Összesen |
| ---------------------- | ---------------------- | ---------------------- | ---------------------------------------- | --------------------------------- | ------------------ | ------------------ | ----------------------- | ----------------------- | ---------- | ---------- | -------- | -------- |
| 1978–79                | Aberdeen               | Premier Division       | 11                                       | 0                                 | 0                  | 0                  | 3                       | 0                       | 3          | 0          | 17       | 0        |
| 1979–80                | Aberdeen               | Premier Division       | 2                                        | 0                                 | 0                  | 0                  | 0                       | 0                       | 0          | 0          | 2        | 0        |
| 1980–81                | Aberdeen               | Premier Division       | 35                                       | 0                                 | 2                  | 0                  | 5                       | 0                       | 4          | 0          | 46       | 0        |
| 1981–82                | Aberdeen               | Premier Division       | 36                                       | 0                                 | 6                  | 0                  | 10                      | 0                       | 6          | 0          | 58       | 0        |
| 1982–83                | Aberdeen               | Premier Division       | 35                                       | 0                                 | 5                  | 0                  | 8                       | 0                       | 11         | 0          | 59       | 0        |
| 1983–84                | Aberdeen               | Premier Division       | 36                                       | 0                                 | 7                  | 0                  | 10                      | 0                       | 10         | 0          | 63       | 0        |
| 1984–85                | Aberdeen               | Premier Division       | 35                                       | 0                                 | 6                  | 0                  | 1                       | 0                       | 2          | 0          | 44       | 0        |
| 1985–86                | Aberdeen               | Premier Division       | 27                                       | 0                                 | 5                  | 0                  | 4                       | 0                       | 6          | 0          | 42       | 0        |
| 1986–87                | Aberdeen               | Premier Division       | 42                                       | 0                                 | 3                  | 0                  | 1                       | 0                       | 2          | 0          | 48       | 0        |
| 1987–88                | Aberdeen               | Premier Division       | 44                                       | 0                                 | 6                  | 0                  | 5                       | 0                       | 4          | 0          | 59       | 0        |
| Anglia                 | Anglia                 | Anglia                 | Bajnokság                                | Bajnokság                         | FA-kupa            | FA-kupa            | League Cup              | League Cup              | Európa     | Európa     | Összesen | Összesen |
| 1988–89                | Manchester United      | First Division         | 38                                       | 0                                 | 7                  | 0                  | 3                       | 0                       | 0          | 0          | 48       | 0        |
| 1989–90                | Manchester United      | First Division         | 35                                       | 0                                 | 7                  | 0                  | 3                       | 0                       | 0          | 0          | 45       | 0        |
| 1990–91                | Manchester United      | First Division         | 0                                        | 0                                 | 0                  | 0                  | 1                       | 0                       | 0          | 0          | 1        | 0        |
| 1990–91                | Arsenal                | First Division         | 0                                        | 0                                 |                    |                    |                         |                         |            |            |          |          |
| 1991–92                | Manchester United      | First Division         | 0                                        | 0                                 | 0                  | 0                  | 0                       | 0                       | 0          | 0          | 0        | 0        |
| 1991–92                | Reading                | Third Division         | 8                                        | 0                                 |                    |                    |                         |                         |            |            |          |          |
| Skócia                 | Skócia                 | Skócia                 | Bajnokság                                | Bajnokság                         | Skót labdarúgókupa | Skót labdarúgókupa | Skót labdarúgó-ligakupa | Skót labdarúgó-ligakupa | Európa     | Európa     | Összesen | Összesen |
| 1991–92                | Dundee                 | Division One           | 13                                       | 0                                 |                    |                    |                         |                         |            |            |          |          |
| 1992–93                | Dundee                 | Premier Division       | 8                                        | 0                                 |                    |                    |                         |                         |            |            |          |          |
| Anglia                 | Anglia                 | Anglia                 | Bajnokság                                | Bajnokság                         | FA-kupa            | FA-kupa            | League Cup              | League Cup              | Európa     | Európa     | Összesen | Összesen |
| 1992–93                | Sheffield United       | Premier League         | 0                                        | 0                                 |                    |                    |                         |                         |            |            |          |          |
| Skócia                 | Skócia                 | Skócia                 | Bajnokság                                | Bajnokság                         | Skót labdarúgókupa | Skót labdarúgókupa | Skót labdarúgó-ligakupa | Skót labdarúgó-ligakupa | Európa     | Európa     | Összesen | Összesen |
| 1993–94                | Hibernian              | Premier Division       | 44                                       | 0                                 |                    |                    |                         |                         |            |            |          |          |
| 1994–95                | Hibernian              | Premier Division       | 36                                       | 0                                 |                    |                    |                         |                         |            |            |          |          |
| 1995–96                | Hibernian              | Premier Division       | 36                                       | 0                                 |                    |                    |                         |                         |            |            |          |          |
| 1996–97                | Hibernian              | Premier Division       | 35                                       | 0                                 |                    |                    |                         |                         |            |            |          |          |
| 1997–98                | Aberdeen               | Premier Division       | 34                                       | 0                                 | 1                  | 0                  | 2                       | 0                       | 0          | 0          | 37       | 0        |
| 1998–99                | Aberdeen               | Premier Division       | 22                                       | 0                                 | 0                  | 0                  | 2                       | 0                       | 0          | 0          | 24       | 0        |
| 1999–00                | Aberdeen               | Premier Division       | 26                                       | 0                                 | 7                  | 0                  | 3                       | 0                       | 0          | 0          | 36       | 0        |
| Összesen               | Skócia                 | Skócia                 | 554                                      | 0\|\|\|\|\|\|\|\|\|\|\|\|\|\|\|\| |                    |                    |                         |                         |            |            |          |          |
| Összesen               | Anglia                 | Anglia                 | 81                                       | 0\|\|\|\|\|\|\|\|\|\|\|\|\|\|\|\| |                    |                    |                         |                         |            |            |          |          |
| Karrierje összesen     | Karrierje összesen     | Karrierje összesen     | 635\|\|0\|\|\|\|\|\|\|\|\|\|\|\|\|\|\|\| |                                   |                    |                    |                         |                         |            |            |          |          |

## Sikerei, díjai
Aberdeen
- Skót bajnokság (3): 1980, 1984, 1985
- Skót kupa (4): 1982, 1983, 1984, 1986
- Skót ligakupa (1): 1985
- Kupagyőztesek Európa-kupája (1): 1982–83

UEFA-szuperkupa (1): 1983
Manchester United
- FA-kupa (1): 1989–90

Dundee
- Skót másodosztály (1): 1991–92

## Külső hivatkozások
- Statisztika a soccerbase.com honlapján (angolul)
- Statisztika a Skót labdarúgó-szövetség honlapján (angolul)